# 润饰盾蛭
润饰盾蛭（学名：[Placobdella ornata] 错误：{{Lang}}：文本有斜体标记（帮助））为舌蛭科盾蛭属的动物。分布于美国、加拿大、墨西哥、日本以及中国大陆的江苏等地，营寄生生活，主要寄生在龟体上。该物种的模式产地在美国。